# Invergarry
Invergarry est un village du Great Glen dans le council area d'Highland en Écosse. En 2011, sa population était de 388 habitants.